# Anouk Millasson
Pour les articles homonymes, voir Anouk.
Anouk Millasson, née en 2002, est une maréchale-ferrante suisse, élue meilleure apprentie de Suisse dans la catégorie mixte des maréchaux-ferrants lors des championnats suisses des apprentis (SwissSkills Championships) de 2021.

## Biographie
Anouk Millasson naît dans le canton de Vaud, en Suisse. Ses parents exercent tous deux des métiers manuels, son père étant menuisier, et sa mère coiffeuse. C'est grâce au cheval que possède sa mère qu'Anouk Millasson découvre le monde équestre, notamment lorsque le maréchal-ferrant vient le ferrer. Elle recherche alors un métier manuel en relation avec les chevaux.
À l'âge de quinze ans, après avoir subi un refus parce qu'elle est une fille, Anouk Millasson postule chez Cyril Magne, un maréchal-ferrant fribourgeois, qui l'embauche en stage puis comme apprentie. Elle débute cet apprentissage à l'âge de 16 ans, à l'EPSIC de Lausanne, et exerce dans la campagne de Suisse romande.
Elle participe aux championnats suisses des apprentis (SwissSkills Championships) en septembre et octobre 2020, étant l'une des deux filles en compétition parmi les 15 apprentis maréchaux-ferrants. Elle s'y classe à la 10ème place. La Suisse ne compte alors que six femmes sur 300 maréchaux-ferrants.
Elle participe de nouveau à ce championnat les 24 et 25 avril 2021 au centre de formation d'Aarberg, parmi 27 concurrents, et décroche cette fois la médaille d'or dans sa catégorie,,,.
En juillet 2022, elle obtient son certificat fédéral de capacité en maréchalerie.